# Palazzo Azzurro
Il palazzo Azzurro (in montenegrino: Plavi Dvorac) è un edificio storico di Cettigne, capitale storica del Montenegro. Attualmente è la residenza ufficiale del presidente del Montenegro.

## Storia
Fu progettato dall'architetto italiano Camillo Boito in stile tardo Impero e costruito tra il 1894 ed il 1895. Fu pensato come residenza dell'erede al trono Danilo II. Il principe dimorò nel palazzo fino al 1916 quando, a causa dell'invasione austriaca del Montenegro, la famiglia reale fu costretta all'esilio.
Nel 2006, con l'indipendenza del Montenegro, il Palazzo Azzurro venne restaurato grazie al contributo del governo norvegese. Dal 2010 è la residenza ufficiale del presidente del Montenegro.